# Assassin’s Creed Chronicles
Assassin’s Creed Chronicles — компьютерная трилогия из серии Assassin’s Creed, разработанная компанией Climax Studios для платформ PC, PlayStation 4, Xbox One и PS Vita. Игры имеют вид 2,5D, каждая глава трилогии имеет свой визуальный стиль, а персонажи — особую манеру боя. Одновременно с выходом третьей части состоялся релиз комплекта всей трилогии Assassin’s Creed Chronicles: Trilogy Pack, который включил в себя все три части серии.

## Сюжет

### China / Китай
Первая глава трилогии. События разворачиваются в Китае в 1526 году, в начале падения династии Мин и через два года после событий короткометражного мультфильма Assassin’s Creed: Embers. Главной героиней является Шао Цзюнь — последний ассасин из китайского братства. Пройдя обучение у Эцио Аудиторе, она решается вернуться на родину с целью отомстить всем, кто виновен в гибели ассасинов и восстановить Братство.

### India / Индия
Вторая глава посвящена противостоянию Сикхской империи и британских колонизаторов в 1841 году. На полуостров прибывает мастер тамплиеров, у которого находится ценный предмет, прежде принадлежавший Братству ассасинов. Главный герой Арбааз Мир должен выяснить, зачем тамплиер прибыл в Индию, найти этот предмет, а также защитить своих близких.
Вы окажетесь в Амритсаре 1841 года, когда отношения между Сикхской империей и Ост-Индской компанией были накалены до предела. В город прибывает магистр тамплиеров, исполненный решимости завладеть легендарным алмазом «Кохинур», и романтические отношения между Арбаазом Миром и племянницей махараджи Пьярой Каур оказываются под угрозой. Арбаазу предстоит защитить возлюбленную, сберечь «Кохинур», заполучить таинственную шкатулку, некогда принадлежавшую Братству, и расстроить планы тамплиеров.

### Russia / Россия
События завершающей главы разворачиваются в 1918 году, в только что пережившей революцию России. Главный персонаж, Николай Орлов собирается уехать из страны со своей семьёй, но ему требуется выполнить ещё одно задание — проникнуть в захваченный большевиками дворец и украсть артефакт, таинственную шкатулку, за которую ассасины и тамплиеры сражались веками. Он становится свидетелем расправы над детьми царя, но ему удаётся спасти одну из его дочерей — Анастасию, которая неожиданно открывает в себе таинственную силу. Теперь перед Орловым стоит непростая задача: сохранить артефакт, защитить Анастасию и противостоять угрозе, исходящей от тамплиеров. Николай понимает, что жизнь Анастасии будет в опасности, если она попадёт в руки ордена, и ему предстоит принять непростое решение. А княжне в свою очередь предстоит выдержать все удары и противостоять предыдущей владельце шкатулки — Шао Цзюнь, а также спасти самого Орлова от предателей.

## Оценки
| Игра   | GameRankings                 | Metacritic                             |
| ------ | ---------------------------- | -------------------------------------- |
| China  | (PS4) 68,11 % (XONE) 66,69 % | (PC) 67/100 (PS4) 69/100 (XONE) 67/100 |
| India  | (PS4) 62,85 % (XONE) 62,76 % | (PC) 63/100 (PS4) 63/100 (XONE) 64/100 |
| Russia | (PS4) 57,17 % (XONE) 59,88 % | (PC) 53/100 (PS4) 60/100 (XONE) 62/100 |

В целом вся трилогия была холодно принята прессой. Практически никто из иностранных журналистов не поставил играм высоких оценок. Исключением стала Chronicles: China, которая в СНГ по мнению Критиканства получила 71/100 на основе 14 рецензий, а на Metacritic была оценена в 67/100 на основе 15 рецензий. Многие рецензенты отмечали, что Assassin’s Creed Chronicles стала неудачным экспериментом для Ubisoft, намекая на вторичность геймплейных элементов и слабый сюжет, хотя и подчёркивая хорошую графическую часть.